# English Football League Cup 2019-2020
La English Football League Cup 2019-2020, conosciuta anche con il nome di Carabao Cup per motivi di sponsorizzazione, è stata la 60ª edizione del terzo torneo calcistico più importante del calcio inglese, la 54ª in finale unica. La manifestazione ha avuto inizio il 6 agosto 2019 e si è conclusa il 1º marzo 2020 con la finale di Wembley.
Il trofeo è stato vinto per la terza volta consecutiva dal Manchester City, che nell'atto conclusivo si è imposto sull'Aston Villa con il punteggio di 2-1.

## Formula
La EFL Cup è aperta alle 20 squadre di Premier League e a tutte le 72 squadre della English Football League; il torneo è suddiviso in sette fasi, così da avere 32 squadre al termine del terzo turno. Le squadre che partecipano alle competizioni europee vengono sorteggiate solamente dal terzo turno, mentre le restanti squadre di Premier League entrano al secondo turno.
Ogni turno della EFL Cup è composto da scontri ad eliminazione diretta, ad esclusione delle semifinali che si compongono di due match dove la squadra con il miglior risultato combinato accede in finale. Se uno scontro termina in parità, escludendo la finale, vengono disputati i calci di rigore senza effettuare i tempi supplementari.
Nei primi cinque turni, la squadra che viene sorteggiata per prima ottiene il vantaggio del campo; nelle semifinali, invece, la prima squadra sorteggiata gioca il primo match in casa. La finale viene disputata su campo neutro.
|                              | Squadre che entrano in questo turno                                                                                           | Squadre qualificate dal turno precedente    |
| ---------------------------- | --- | ------------------------------------------- |
| Primo turno (70 squadre)     | - 24 squadre dalla Football League Two - 24 squadre dalla Football League One - 22 squadre dalla Football League Championship |                                             |
| Secondo turno (50 squadre)   | - 2 squadre dalla Football League Championship - 13 squadre dalla Premier League (non partecipanti alle competizioni europee) | - 35 squadre vincitrici del primo turno     |
| Terzo turno (32 squadre)     | - 7 squadre dalla Premier League (partecipanti alle competizioni europee)                                                     | - 25 squadre vincitrici del secondo turno   |
| Quarto turno (16 squadre)    | | - 16 squadre vincitrici del terzo turno     |
| Quarti di finale (8 squadre) | | - 8 squadre vincitrici del quarto turno     |
| Semifinali (4 squadre)       | | - 4 squadre vincitrici dei quarti di finale |
| Finale (2 squadre)           | | - 2 squadre vincitrici delle semifinali     |

## Primo turno
Il sorteggio del primo turno è stato effettuato il 20 giugno 2019.
Al primo turno hanno preso parte 70 squadre del sistema della Football League (tutti i 24 club della Football League Two, tutti i 24 club della Football League One e 22 club della Football League Championship) divise su base geografica nelle sezioni "nord" e "sud".
| Squadra 1          | Risultato       | Squadra 2         |
| ------------------ | --------------- | ----------------- |
| 6 agosto 2019      |                 |                   |
| Portsmouth         | 3 - 0           | Birmingham City   |
| 13 agosto 2019     |                 |                   |
| Accrington Stanley | 1 - 3           | Sunderland        |
| Barnsley           | 0 - 3           | Carlisle Utd      |
| Blackburn          | 3 - 2           | Oldham Athletic   |
| Blackpool          | 2 - 2 (2-4 dtr) | Macclesfield Town |
| Bradford City      | 0 - 4           | Preston N.E.      |
| Brentford          | 1 - 1 (4-5 dtr) | Cambridge Utd     |
| Bristol Rovers     | 3 - 0           | Cheltenham Town   |
| Charlton           | 0 - 0 (3-5 dtr) | Forest Green      |
| Colchester Utd     | 3 - 0           | Swindon Town      |
| Coventry City      | 4 - 1           | Exeter City       |
| Gillingham         | 2 - 2 (1-4 dtr) | Newport County    |
| Grimsby Town       | 1 - 0           | Doncaster         |
| Huddersfield Town  | 0 - 1           | Lincoln City      |
| Luton Town         | 3 - 1           | Ipswich Town      |
| Mansfield Town     | 2 - 2 (5-6 dtr) | Morecambe         |
| Middlesbrough      | 2 - 2 (2-4 dtr) | Crewe Alexandra   |
| Nottingham Forest  | 1 - 0           | Fleetwood Town    |
| Oxford Utd         | 1 - 0           | Peterborough Utd  |
| Plymouth           | 2 - 0           | Leyton Orient     |
| Port Vale          | 1 - 2           | Burton Albion     |
| QPR                | 3 - 3 (5-4 dtr) | Bristol City      |
| Rochdale           | 5 - 2           | Bolton            |
| Salford City       | 0 - 3           | Leeds Utd         |
| Scunthorpe Utd     | 0 - 1           | Derby County      |
| Sheffield Weds     | w/o             | Bury              |
| Shrewsbury Town    | 0 - 4           | Rotherham Utd     |
| Stevenage          | 1 - 2           | Southend Utd      |
| Swansea City       | 3 - 1           | Northampton Town  |
| Tranmere           | 0 - 3           | Hull City         |
| Walsall            | 2 - 3           | Crawley Town      |
| Wigan              | 0 - 1           | Stoke City        |
| AFC Wimbledon      | 2 - 2 (2-4 dtr) | MK Dons           |
| Wycombe            | 1 - 1 (2-4 dtr) | Reading           |
| West Bromwich      | 1 - 2           | Millwall          |

## Secondo turno
Il sorteggio del secondo turno si è svolto il 13 agosto 2019.

Alle 35 squadre vincenti del primo turno si sono aggiunti due club della Football League Championship e i 13 club della Premier League non coinvolti nelle competizioni europee.
| Squadra 1         | Risultato       | Squadra 2         |
| ----------------- | --------------- | ----------------- |
| 27 agosto 2019    |                 |                   |
| Bristol Rovers    | 1 - 2           | Brighton          |
| Burton Albion     | 4 - 0           | Morecambe         |
| Cardiff City      | 0 - 3           | Luton Town        |
| Crawley Town      | 1 - 0           | Norwich City      |
| Crewe Alexandra   | 1 - 6           | Aston Villa       |
| Crystal Palace    | 0 - 0 (4-5 dtr) | Colchester Utd    |
| Fulham            | 0 - 1           | Southampton       |
| Leeds Utd         | 2 - 2 (4-5 dtr) | Stoke City        |
| Newport County    | 0 - 2           | West Ham Utd      |
| Nottingham Forest | 3 - 0           | Derby County      |
| Oxford Utd        | 2 - 2 (4-2 dtr) | Millwall          |
| Plymouth          | 2 - 4           | Reading           |
| Preston N.E.      | 2 - 2 (5-4 dtr) | Hull City         |
| Rochdale          | 2 - 1           | Carlisle Utd      |
| Sheffield Utd     | 2 - 1           | Blackburn         |
| Southend Utd      | 1 - 4           | MK Dons           |
| Watford           | 3 - 0           | Coventry City     |
| 28 agosto 2019    |                 |                   |
| Bournemouth       | 0 - 0 (3-0 dtr) | Forest Green      |
| Burnley           | 1 - 3           | Sunderland        |
| Lincoln City      | 2 - 4           | Everton           |
| Newcastle Utd     | 1 - 1 (2-4 dtr) | Leicester City    |
| QPR               | 0 - 2           | Portsmouth        |
| Rotherham Utd     | 0 - 1           | Sheffield Weds    |
| Swansea City      | 6 - 0           | Cambridge Utd     |
| 10 settembre 2019 |                 |                   |
| Grimsby Town      | 0 - 0 (5-4 dtr) | Macclesfield Town |

## Terzo turno
Il sorteggio del terzo turno si è svolto il 28 agosto 2019.
Alle 24 squadre vincenti del secondo turno si sono aggiunti i 7 club della Premier League coinvolti nelle competizioni europee.
| Squadra 1         | Risultato       | Squadra 2         |
| ----------------- | --------------- | ----------------- |
| 24 settembre 2019 |                 |                   |
| Colchester Utd    | 0 - 0 (4-3 dtr) | Tottenham         |
| Crawley Town      | 1 - 1 (5-3 dtr) | Stoke City        |
| Luton Town        | 0 - 4           | Leicester City    |
| Portsmouth        | 0 - 4           | Southampton       |
| Preston N.E.      | 0 - 3           | Manchester City   |
| Sheffield Weds    | 0 - 2           | Everton           |
| Watford           | 2 - 1           | Swansea City      |
| Arsenal           | 5 - 0           | Nottingham Forest |
| 25 settembre 2019 |                 |                   |
| Brighton          | 1 - 3           | Aston Villa       |
| Burton Albion     | 2 - 0           | Bournemouth       |
| Chelsea           | 7 - 1           | Grimsby Town      |
| MK Dons           | 0 - 2           | Liverpool         |
| Oxford Utd        | 4 - 0           | West Ham Utd      |
| Sheffield Utd     | 0 - 1           | Sunderland        |
| Wolverhampton     | 1 - 1 (4-2 dtr) | Reading           |
| Manchester Utd    | 1 - 1 (5-3 dtr) | Rochdale          |

## Quarto turno
Il sorteggio del quarto turno si è svolto il 25 settembre 2019 allo Stadium MK dopo la gara MK Dons-Liverpool.
| Squadra 1       | Risultato       | Squadra 2      |
| --------------- | --------------- | -------------- |
| 29 ottobre 2019 |                 |                |
| Burton Albion   | 1 - 3           | Leicester City |
| Crawley Town    | 1 - 3           | Colchester Utd |
| Everton         | 2 - 0           | Watford        |
| Manchester City | 3 - 1           | Southampton    |
| Oxford Utd      | 1 - 1 (4-2 dcr) | Sunderland     |
| 30 ottobre 2019 |                 |                |
| Liverpool       | 5 - 5 (5-4 dtr) | Arsenal        |
| Aston Villa     | 2 - 1           | Wolverhampton  |
| Chelsea         | 1 - 2           | Manchester Utd |

## Quarti di finale
Il sorteggio dei quarti di finale si è svolto il 31 ottobre 2019 negli studi della BBC Radio 2, durante la trasmissione radiofonica Breakfast Show.
| Squadra 1        | Risultato       | Squadra 2       |
| ---------------- | --------------- | --------------- |
| 17 dicembre 2019 |                 |                 |
| Aston Villa      | 5 - 0           | Liverpool       |
| 18 dicembre 2019 |                 |                 |
| Everton          | 2 - 2 (2-4 dcr) | Leicester City  |
| Oxford Utd       | 1 - 3           | Manchester City |
| Manchester Utd   | 3 - 0           | Colchester Utd  |

## Semifinali
Il sorteggio delle semifinali si è svolto il 18 dicembre 2019 al Kassam Stadium dopo la gara Oxford United-Manchester City.
| Squadra 1                                                 | Totale         | Squadra 2       | Andata | Ritorno |
| --------------------------------------------------------- | -------------- | --------------- | ------ | ------- |
| colspan="3" style="background-color:#D0D0D0" align=center | 7 gennaio 2020 | 29 gennaio 2020 |        |         |
| Manchester Utd                                            | 2 - 3          | Manchester City | 1 - 3  | 1 - 0   |
| colspan="3" style="background-color:#D0D0D0" align=center | 8 gennaio 2020 | 28 gennaio 2020 |        |         |
| Leicester City                                            | 2 - 3          | Aston Villa     | 1 - 1  | 1 - 2   |

## Finale
| Arbitro: | Lee Mason |

|             |           |                      |
| Samatta 41’ | Marcatori | 20’ Agüero 30’ Rodri |

| Aston Villa | Manchester City |

| ASTON VILLA (4-2-3-1) |    |                   |       |     |
|                       |    |                   |       |     |
| P                     | 25 | Ørjan Nyland      |       |     |
| D                     | 24 | Frédéric Guilbert |       |     |
| D                     | 22 | Björn Engels      |       |     |
| D                     | 40 | Tyrone Mings      | 90+2’ |     |
| D                     | 18 | Matt Targett      |       |     |
| C                     | 6  | Douglas Luiz      |       |     |
| C                     | 11 | Marvelous Nakamba | 72’   |     |
| T                     | 27 | Ahmed Elmohamady  | 68’   | 70’ |
| T                     | 10 | Jack Grealish (C) |       |     |
| T                     | 21 | Anwar El Ghazi    |       | 70’ |
| A                     | 20 | Mbwana Samatta    |       | 80’ |
| A disposizione:       |    |                   |       |     |
| P                     | 29 | Pepe Reina        |       |     |
| D                     | 3  | Neil Taylor       |       |     |
| D                     | 15 | Ezri Konsa        |       |     |
| C                     | 8  | Henri Lansbury    |       |     |
| C                     | 14 | Conor Hourihane   |       | 70’ |
| C                     | 17 | Trézéguet         |       | 70’ |
| A                     | 39 | Keinan Davis      |       | 80’ |
| Manager:              |    |                   |       |     |
| Dean Smith            |    |                   |       |     |

| MANCHESTER CITY (4-2-3-1) |    |                     |     |     |
|                           |    |                     |     |     |
| P                         | 1  | Claudio Bravo       |     |     |
| D                         | 2  | Kyle Walker         |     |     |
| D                         | 5  | John Stones         |     |     |
| D                         | 25 | Fernandinho         |     |     |
| D                         | 11 | Oleksandr Zinchenko |     |     |
| C                         | 8  | İlkay Gündoğan      |     | 58’ |
| C                         | 16 | Rodri               | 60’ |     |
| T                         | 47 | Phil Foden          |     |     |
| T                         | 21 | David Silva (C)     |     | 77’ |
| T                         | 7  | Raheem Sterling     | 57’ |     |
| A                         | 10 | Sergio Agüero       |     | 84’ |
| A disposizione:           |    |                     |     |     |
| P                         | 31 | Ederson             |     |     |
| D                         | 22 | Benjamin Mendy      |     |     |
| D                         | 30 | Nicolás Otamendi    |     |     |
| C                         | 17 | Kevin De Bruyne     |     | 58’ |
| C                         | 20 | Bernardo Silva      |     | 77’ |
| C                         | 26 | Riyad Mahrez        |     |     |
| A                         | 9  | Gabriel Jesus       |     | 84’ |
| Manager:                  |    |                     |     |     |
| Pep Guardiola             |    |                     |     |     |

| Man of the Match: Phil Foden (Manchester City) |